# 莫斯费德斯拜尔
莫斯费德斯拜尔（冰島語發音：[ˈmɔːsˌfɛlsˌpaiːr̥]）是冰岛首都区的市镇，东距首都雷克雅未克12公里，总面积197 km2（76 sq mi），2011年9月统计的人口为8,886。
从雷克雅未克开车到莫斯费德斯拜尔镇只需15分钟。接近原生态的自然环境，为居民和旅游者提供大量的户外休闲活动，被称为“绿色城市”。市镇附近是理想的散步、徒步、滑雪、钓鳟鱼和划船的地点。
1955年诺贝尔文学奖得主Halldór Laxness (1902–1998)，是该市镇的荣誉市民。

## 国际关系

### 双城镇 — 姐妹城市
- 芬兰洛伊马
- 挪威希恩
- 丹麦齊斯泰茲市鎮
- 瑞典乌德瓦拉市